# Fourme de Montbrison
Pour les articles homonymes, voir Fourme.
Fourme de Montbrison est l'appellation d'origine d'un fromage français du département de la Loire. Ce fromage à pâte persillée est issu d'une transformation de laits de vache crus ou pasteurisés et a son nom en référence à la commune de Montbrison, dans le Forez. Cette appellation est commercialement préservée via un AOC depuis 1972 et une AOP depuis 2010.
En 2018, la fourme de Montbrison est inscrite à l'inventaire du patrimoine culturel immatériel en France,.
Sa meilleure période de consommation s'étend d'octobre à avril.
Elle est issue d'un territoire labellisé Site remarquable du goût par le ministère de l'Agriculture.

## Description
C'est un fromage de lait de vache, à pâte persillée, d'un poids moyen compris entre 2,1 et 2,7 kg.

## Étymologie
Le terme « fourme » est une francisation de l'occitan forma (italien forma, « forme, moule », latin forma). Le terme forma est par ailleurs la racine du mot occitan formatge et du mot italien formaggio (« fromage » en français).
Il était dénommé autrefois « fromage de Roche », du nom de la commune éponyme.

## Production du lait
La production de lait, comme la fabrication, l’affinage et la conservation des fromages jusqu’à 32 jours après emprésurage, ont lieu à l’intérieur de l’aire géographique.
La ration de base des vaches laitières est assurée par du fourrage provenant de l’aire géographique de l’appellation. L'herbe pâturée, fanée, préfanée ou ensilée doit être la base de l'alimentation. En période de disponibilité d'herbe, dès que les conditions climatiques le permettent, le pâturage est obligatoire.

### Aire de production
Contrairement à son homologue la fourme d'Ambert, la fourme de Montbrison est produite dans une zone relativement concentrée géographiquement (monts du Forez) :
- 27 communes du département de la Loire : Bard, Cervières, Chalmazel-Jeansagnière, La Chamba, La Chambonie, Champoly, Châtelneuf, La Côte-en-Couzan, Écotay-l'Olme, Essertines-en-Châtelneuf, Lérigneux, Noirétable, Palogneux, Roche, Saint-Bonnet-le-Courreau, Saint-Didier-sur-Rochefort, Saint-Georges-en-Couzan, Saint-Jean-la-Vêtre, Saint-Just-en-Bas, Saint-Laurent-Rochefort, Saint-Priest-la-Vêtre, Saint-Romain-d'Urfé, Les Salles, Sauvain, La Valla-sur-Rochefort, Verrières-en-Forez, Vêtre-sur-Anzon.
- 5 communes du département du Puy-de-Dôme : Le Brugeron, Job, Saint-Anthème, Saint-Pierre-la-Bourlhonne, Valcivières.

## Transformation du lait

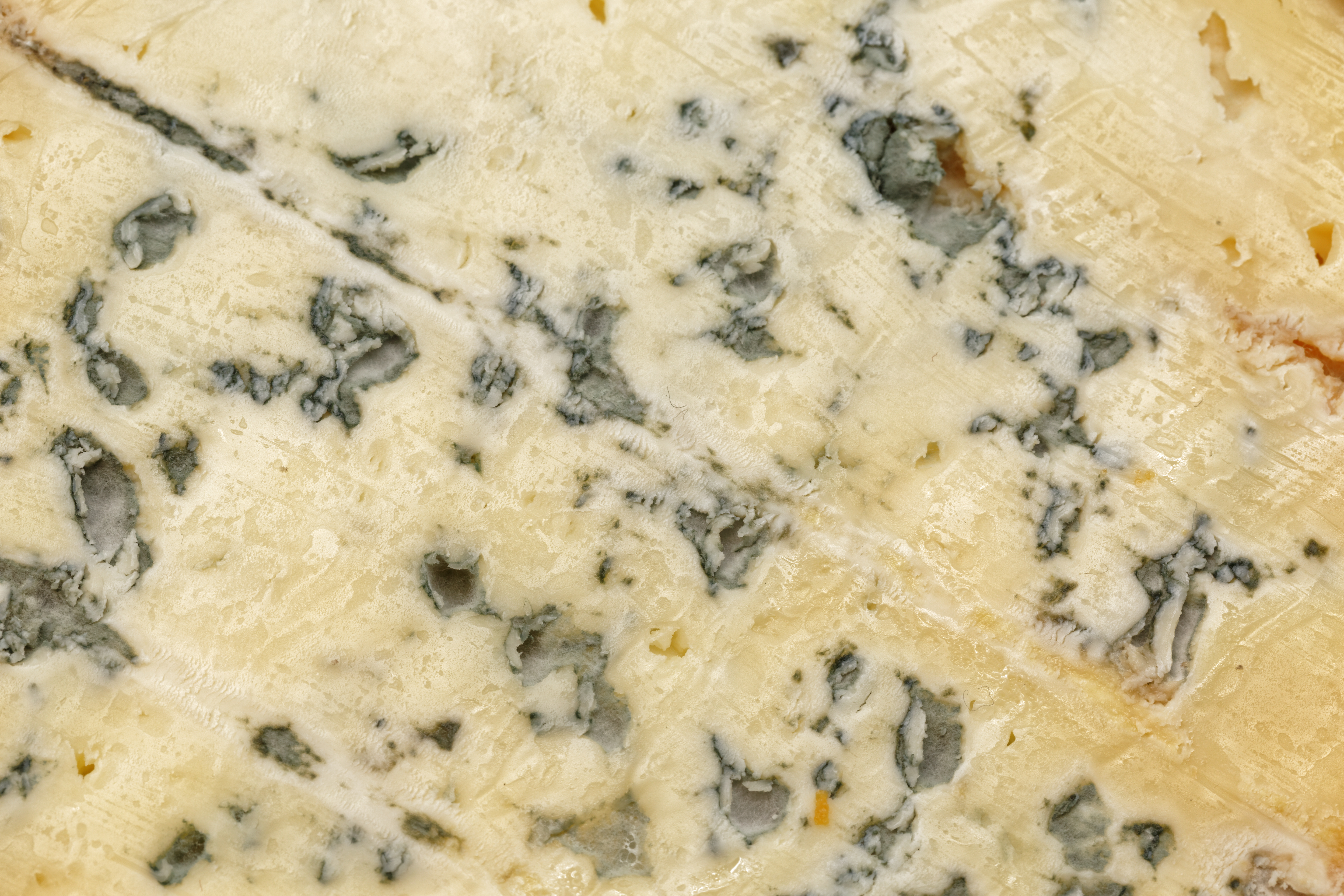
Gros plan de la pâte.

La fourme de Montbrison est élaborée à partir de 20 à 25 litres de lait, le salage est réalisé en cours de moulage, ce qui la différencie de sa sœur la fourme d'Ambert.
Après un salage en cours de moulage, les fourmes sont couchées sur des chéneaux en bois d'épicéa et retournées à la main d'un quart de tour toutes les douze heures. Pendant cet affinage, elles sont piquées avec de longues aiguilles pour favoriser le développement des marbrures bleutées.
Huit jours plus tard, elles sont placées en caves d'affinage où elles séjournent plusieurs semaines. Durant cette période elles sont piquées avec de longues aiguilles pour faciliter le développement des marbrures bleutées. En fin d'affinage, leur poids sera de 2,5 kg.
En production fermière, la fabrication du fromage s’effectue toujours avec du lait cru et entier, non normalisé en protéines et matières grasses.

### Chiffres de production
Production : 447 tonnes en 2012, 553 tonnes en 2014, 564 tonnes en 2017, 577 tonnes en 2018, 643 tonnes en 2019 et 668 tonnes en 2020.

## Histoire de l'AOC
Le 9 mai 1972, une protection de l'appellation est enregistrée par appellation d'origine contrôlée commune à la fourme d'Ambert et à la fourme de Montbrison, la fourme d'Ambert et de Montbrison, qui dura près de trente ans. Les deux appellations ont été séparées par décrets passés le 22 février 2002.
La différence entre les deux fourmes réside désormais dans les techniques actuelles d'égouttage et de salage :
- la fourme d'Ambert subit un égouttage réduit et salage par saumure et/ou au sel sec en surface ;
- la fourme de Montbrison subit pré-égouttage, broyage et salage dans la masse du caillé.

## Culture
Tous les ans, début octobre, cette fourme est célébrée dans la ville de Montbrison, lors d'une fête qui met également à l'honneur les côtes-du-forez et plus largement le terroir de la région, dans le cadre de la reconquête de l'identité forézienne,.
Le musée de la Fourme et des Traditions a été créé en 1968. Il se situe à Sauvain, qui comporte de nombreuses exploitations laitières et des fromageries produisant des fourmes laitières et fermières, au centre de l'aire de production.

## Consommation
On peut consommer la fourme de Montbrison toute l'année. On peut la consommer telle quelle ou en cuisine : fondue, raclette, tartifourme (variante de la tartiflette appelée également fourmiflette pour la différencier de la tranche de pain avec le fromage fondu comme garniture), gaufres, crêpes, etc.